# Vempers Sports Athletic Dramatic Club
Der Vempers Sports Athletic Dramatic Club, oft mit dem Akronym VSADC bezeichnet, ist ein Fußballverein in St. Lucia mit Sitz in Castries, der in der SLFA Second Division spielt. Mit 9 Ligatiteln ist der Verein Rekordmeister auf der Karibikinsel. Gegründet wurde dieser 1951 in Castries und ist der älteste Fußballverein auf St. Lucia.

## Erfolge
- St. Lucia Meister: (9) 1982, 1984, 1985, 1986, 1998, 2001, 2002, 2011, 2012
- SLFA President’s Cup Sieger: 2016